# بلاكفن
بلاكفن هي عائلة مكونة من 16/32 بت من المعالجات الدقيقة تم تطويرها وتصنيعها وتسويقها بواسطة الأجهزة التناظرية. تقوم هذه المعالجات بوظيفة معالج الإشارة الرقمية (DSP) المدمجة ذات النقاط الثابتة التي يتم توفيرها بواسطة 16 بت على رقاقة بواسطة متحكم دقيق. تم تصميمه من أجل بنية موحدة للمعالجات منخفضة الطاقة يمكنها تشغيل أنظمة التشغيل مع معالجة المهام الرقمية المعقدة في وقت واحد مثل ترميز الفيديو H.264 في الوقت الحقيقي.

## الأجهزة الطرفية
تحتوي معالجات بلاكفن على مجموعة من الأجهزة الطرفية للاتصال اعتمادًا على المعالج المحدد:

## روابط خارجية
- موقع معالج Blackfin
- مرجع برمجة معالج Blackfin
- blackfin.uclinux.org أدوات مفتوحة المصدر و Linux kernel لـ Blackfin
- T2 SDE نظام بناء يدعم التحويل المتقاطع إلى Blackfin